# Niederländisch-polnische Beziehungen
Niederländisch-polnische Beziehungen sind die außenpolitischen Beziehungen zwischen den Niederlanden und Polen. Beide Staaten verbindet eine lange Geschichte.
Bereits im Mittelalter gab es einen Regen Handelsaustausch zwischen Polen und den Niederlanden auf dem Seeweg sowie auf der Via Regia. Viele niederländische Siedler, Kaufleute, Künstler und Patrizier ließen sich insbesondere in Danzig nieder. Die Gegend südlich wird noch heute Olendry genannt, was auf Holland zurückgeht. Bereits 1296 entstand die erste holländische Siedlung Preußisch Holland hier. 1489 kamen holländische Mönche nach Kulm. In der Zeit der Reformation kamen auch die Mennoniten ins religiöse liberale Polen-Litauen und siedelten vor allem im Weichseldelta und nach Masowien. Gefragt waren aber auch Künstler, Architekten und Soldaten aus den Niederlanden. Zu nennen sind hier insbesondere Tylman van Gameren, Peeter Danckers de Rij, Pieter Claesz. Soutman, Jan de Witte, Izaak van den Blocke, Helmich van Twenhuysen und Hendrick van Uylenburgh. Die königliche polnische Flotte im 16. und 17. Jahrhundert bestand zu einem großen Teil aus niederländischen Matrosen, wie z. B. Admiral Arend Dickmann, und wurde von niederländischen Schiffsbauern gebaut. Polen-Litauen exportierte Felle, Häute, Honig und insbesondere Getreide aus der Ukraine über die Weichsel und Danzig/Elbing nach Amsterdam und Antwerpen, während es Stoffe, Waffen und Kunst von dort importierte. Während der Gegenreformation kippte die religiöse Toleranz in Polen-Litauen und die Polnischen Brüder emigrierten in die Niederlande ab 1638. Polen-Litauen verhielt sich im Dreißigjährigen Krieg weitgehend neutral, so dass es auch keine Gesandten zu den Verhandlungen nach Münster und Osnabrück sandte. Es erkannte jedoch die Unabhängigkeit der Niederlande an und stand mit ihnen im regen Austausch während dessen Goldenen Zeitalters. Polen-Litauen wurde hingegen im 18. Jahrhundert aufgeteilt. Nachdem Polen 1918 seine Unabhängigkeit wieder erlangt hatte, nahmen beide Staaten diplomatische Beziehungen auf. Am Ende des Zweiten Weltkriegs war die Polnische Erste Panzerdivision an der Befreiung der Niederlande von der deutschen Besatzung beteiligt. Die Stadt Breda verlieh den polnischen Soldaten die Ehrenbürgerschaft. Nachdem Polen 2004 der EU beigetreten war, emigrierten Hunderttausende Polen in die Niederlande.
Zur polnischen Minderheit in den Niederlanden bekennen sich fast 200.000 Personen über das ganze Land verteilt, zur niederländischen Minderheit in Polen ca. 4.000.
Polen besitzt eine Botschaft in Den Haag. Die Niederlande haben eine Botschaft in Warschau.